# Ofenerfeld
Ofenerfeld ist ein Teil der Gemeinde Wiefelstede im Landkreis Ammerland, Niedersachsen, Deutschland. Der Ort liegt nordwestlich von Oldenburg und grenzt übergangslos an dessen Stadtgebiet.

## Verkehr
Zu drei Seiten hin verlaufen Autobahnen in einer Entfernung von wenigen Kilometern:
- westlich die A 28 von Bremen nach Emden 5 km entfernt
- nordöstlich in 3 km Entfernung die A 29 von Oldenburg nach Wilhelmshaven
- das Verbindungsstück A 293 zwischen A 28 und A 29 in 2 km Entfernung östlich

Die Anbindung Ofenerfelds an den ÖPNV wird durch die Oldenburger Stadtbuslinien 301 und 313 der VWG sichergestellt. Die Linien verkehren in einem 15-Minuten-Takt über die Ammerlandstraße zur Endhaltestelle „Ofenerfeld“ und verbinden Ofenerfeld mit der Oldenburger Innenstadt auf der Weiterfahrt nach Eversten. Die Endhaltestelle „Ofenerfeld“ wird auch von der über Metjendorf verkehrenden Buslinie 313 bedient. Weiterhin verkehrt die VWG-Nachtexpress-Linie N37 über die Ammerlandstraße in Richtung Metjendorf weiter bis zum Stadtzentrum Oldenburgs. In den Abendstunden und sonntags wird die ebenfalls von der VWG bediente Linie 324 (aus Wechloy kommend) bis nach Ofenerfeld verlängert.

## Söhne und Töchter der Gemeinde
- Heinrich Kunst (1905 – 1993), bekannter Volksschauspieler, dem die plattdeutsche Sprache sehr am Herzen lag

## Sehenswürdigkeiten
- Heinrich-Kunst-Begegnungsstätte Ofenerfeld, ehemaliges Wohnhaus von Heinrich Kunst. Erbaut 1819 und nach dem Tod von Heinrich Kunst durch den Verein „Begegnungsstätte Heinrich Kunst e. V.“ renoviert, dient es heute als Begegnungsstätte und zur Pflege des Plattdeutschen und des ammerländisch-oldenburgischen Brauchtums.